# Observatoire d'Hettange
L'observatoire d'Hettange, ou observatoire d'Hettange-Grande, est un observatoire intégré au dispositif de la ligne Maginot. Il est de type « isolé » et autonome, par opposition aux blocs observatoires intégrés aux ouvrages même, totalement dépendants de ces derniers sur le plan logistique, et uniquement accessibles via leurs galeries souterraines. Il est situé sur la commune d'Hettange-Grande et du village de Soetrich.

## Description
Ouvrage monolithique indépendant et autonome, cet observatoire est équipé d'une cloche GFM (guetteur fusil mitrailleur) et d'une cloche observatoire à vision périscopique. Il était rattaché au centre de tir de l'ouvrage de Molvange.
Il devait être à l'origine relié à l'abri du même nom par le biais d'une galerie souterraine. Toutefois, les travaux commencés de part et d'autre n’étaient pas achevés en 1940 et seul le puits d'accès avec escaliers et rampes posées, ainsi qu'une amorce de galerie, ont été réalisés.

## État actuel
Le gros œuvre est encore en bon état et pourvu de ses cuirassements à l'exception de sa porte blindée. L'ouvrage est situé en propriété privée et n'est pas ouvert au public.